# Szczepan Sadurski

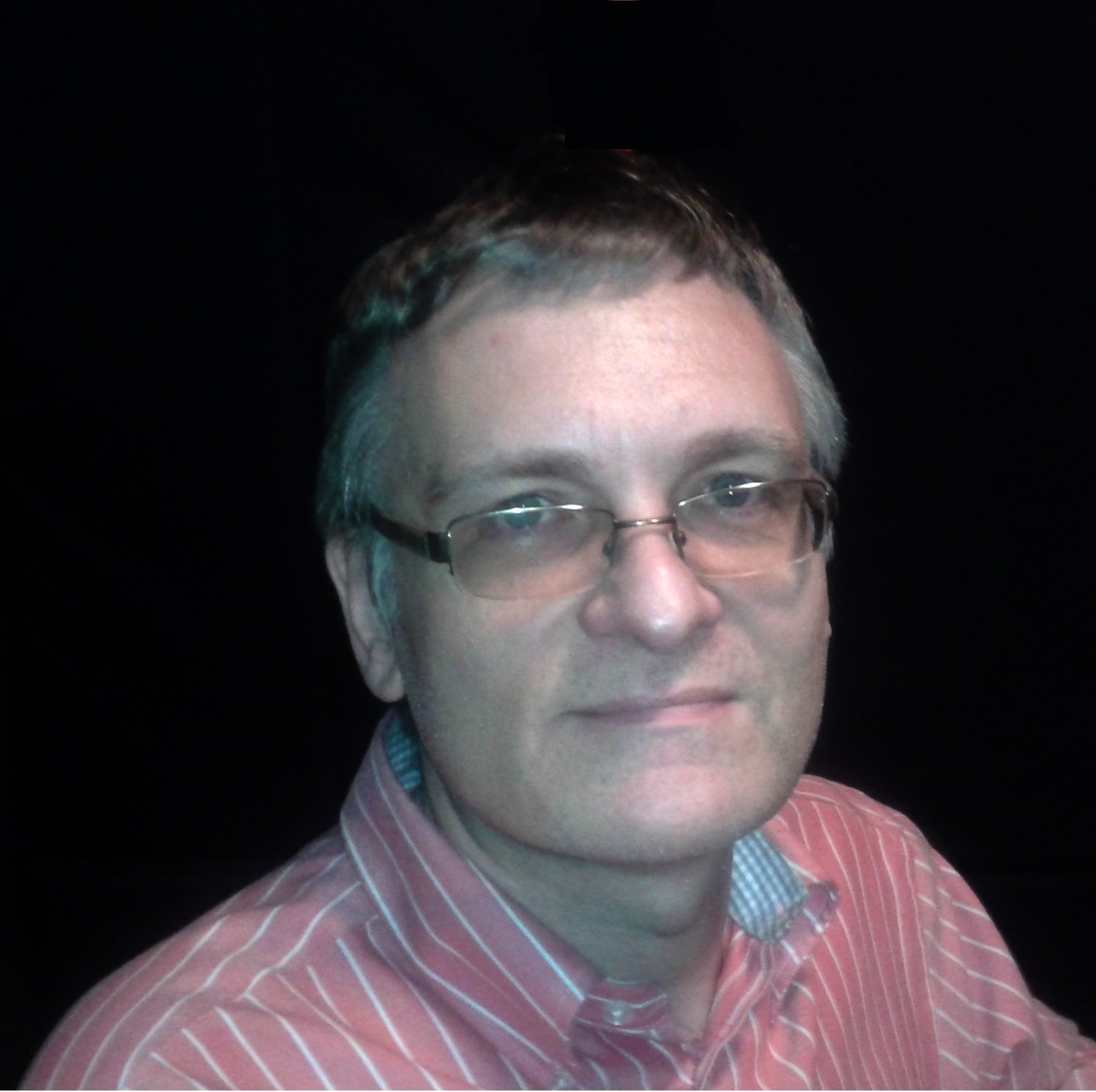
Szczepan Sadurski 2014

Szczepan Piotr Sadurski (* 9. Juni 1965 in Lublin) ist ein polnischer Satiriker, Karikaturist und Journalist.
Sadurski schloss eine Oberschule für bildende Künste 1985 ab.
Er gründete den „Verlag für Humor und Satire Superpress“ (1991), war Chefredakteur der Zeitschrift „Dobry Humor“ („Gute Laune“), Initiator und  Vorsitzender der Partia Dobrego Humoru, einer informellen internationalen Organisation für Personen, „die das Lachen lieben“. Der Verein hat inzwischen über dreitausend Mitglieder in Polen und anderen Ländern.
Sadurski betreibt das satirische Internetportal Sadurski.com. Er war Juror zahlreicher Satire- und Kabarettwettbewerbe in Polen, in der Türkei und in Schweden.
Rund 5000 seiner Zeichnungen wurden in 200 Zeitschriften publiziert.

## Auszeichnungen
- 1986: Goldene Stecknadel (Preis der Zeitschrift „Szpilki“ („Stecknadeln“) im Wettbewerb für die beste Zeichnung des Jahres).
- 1985: Silberne Stecknadel (Preis der Zeitschrift „Szpilki“ („Stecknadeln“) im Wettbewerb für die beste Zeichnung des Jahres).